# Seamus Elliott
Seamus Elliott (Dublino, 4 giugno 1934 – Dublino, 4 maggio 1971) è stato un ciclista su strada irlandese.
Professionista dal 1956 al 1967, fu medaglia d'argento ai campionati del mondo 1962.

## Carriera
Elliott fu gregario di Anquetil, ma riuscì a ottenere anche diverse vittorie come l'Omloop Het Volk 1959, il suo successo più importante, e tappe nei tre grandi giri (fu pure terzo nella generale alla Vuelta a España 1962). Ai mondiali del 1962 conquistò la medaglia d'argento: dopo essere rimasto a lungo in fuga solitaria venne raggiunto e battuto dal francese Jean Stablinski che si fregiò dell'iride.
Dopo essersi ritirato nel 1967, dopo dodici anni di professionismo, aprì un'officina nella sua Dublino, tornando a casa dopo una carriera spesa soprattutto in Francia. Proprio in quella officina fu trovato morto il 4 maggio 1971: l'inchiesta concluse che trattavasi di suicidio.

## Palmarès
- 1956

3ª tappa Tour du Sud-Est
Grand Prix de l'Echo d'Alger
Grand Prix Catox
Grand Prix d'Isbergues
- 1957

Circuit de la Vienne
- 1958

2ª tappa Quattro Giorni di Dunkerque (Dunkerque > Dunkerque)
3ª tappa Quattro Giorni di Dunkerque (Dunkerque > Dunkerque)
- 1959

Omloop Het Volk
Grand Prix de Denain
Grand Prix de Nice
Man'x Trophy
- 1960

Trophée Stan Ockers - Trophée Peugeot
18ª tappa Giro d'Italia (Trieste > Belluno)
- 1961

2ª tappa Quattro Giorni di Dunkerque (Dunkerque > Dunkerque)
- 1962

4ª tappa Vuelta a España (Valencia > Benidorm)
- 1963

13ª tappa Vuelta a España (Tarragona > Valencia)
3ª tappa Tour de France (Jambes > Roubaix)
- 1964

Classifica generale Tour du Morbihan
Man'x Trophy
- 1965

Grand Prix de Saint-Raphaël
Grand Prix d'Espéraza
Classifica generale Tour de l'Oise
Grand Prix d'Orchies

### Altri successi
- 1959

Trofeo Longines

## Piazzamenti

### Grandi Giri
- Giro d'Italia

1959: 40º
1960: 68º
1961: ritirato
- Tour de France

1956: ritirato (4ª/2ª tappa)
1958: 48º
1959: fuori tempo (14ª tappa)
1961: 47º
1963: 61º
1964: fuori tempo (14ª tappa)
- Vuelta a España

1962: 3º
1963: 41º

### Classiche monumento
- Milano-Sanremo

1956: 44º
1958: 10º
1959: 32º
1964: 35º
- Giro delle Fiandre

1957: 7º
1959: 9º
1960: 15º
- Parigi-Roubaix

1957: 18º
1958: 20º
1959: 12º
1960: 11º
1964: 38º
1965: 29º
- Liegi-Bastogne-Liegi

1958: 15º
- Giro di Lombardia

1958: 27º
1959: 21º
1960: 31º

### Competizioni mondiali
- Campionati del mondo

Copenaghen 1956 - In linea: 14º
Reims 1958 - In linea: 22º
Zandvoort 1959 - In linea: 22º
Karl-Marx-Stadt 1960 - In linea: 17º
Berna 1961 - In linea: ritirato
Salò 1962 - In linea: 2º
Ronse 1963 - In linea: 26º
Sallanches 1964 - In linea: 19º
San Sebastián 1965 - In linea: ritirato
Nürburgring 1966 - In linea: 15º